# Brethil

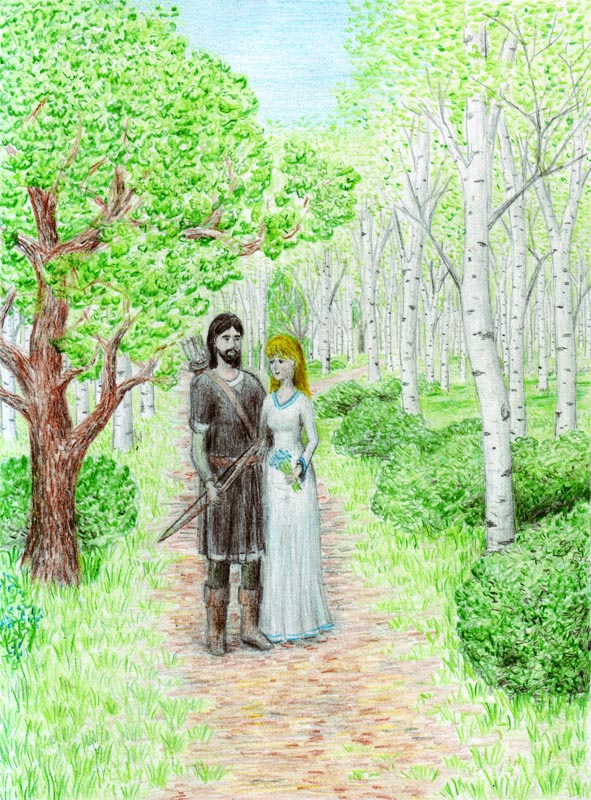
Image de forêt liée à l'œuvre de l'écrivain britannique J.R.R.Tolkien, figurant notamment dans Le SilmarillionAide

Brethil (nom sindarin) est une forêt dans l’œuvre de l’écrivain britannique J. R. R. Tolkien, apparaissant notamment dans Le Silmarillion.

## Géographie
La forêt de Brethil se trouve au Beleriand et se situe entre les deux fleuves Teiglin et Sirion. C'est une forêt essentiellement composée de bouleaux que les elfes gris appelaient « brethil » en sindarin(d'où le nom de la forêt).

## Histoire
Le peuple d’Haleth s’y installa pour garder le carrefour du Teiglin contre tout ennemi. Après la bataille de Dagor Bragollach, Brethil fut épargnée grâce au courage des Haladin et connut un temps de paix. Lors des Nírnaeth Arnoediad, les Orques décimèrent l’armée venant de Brethil dirigée par Handir et les Haladin furent envahis. Les derniers survivants, dirigés par Brandir vécurent dès lors en petits groupes au milieu de la forêt.
La forêt de Brethil fut engloutie à la fin du Premier Âge avec le reste du Beleriand.

## Ephel Brandir
Parfois simplement appelé « Ephel », Ephel Brandir est le nom du village construit au milieu de la forêt de Brethil et dirigé par Brandir où Túrin trouve refuge.

## Adaptations
Les histoires du « Silmarillion » n'ont pas été adaptées à la télévision, au cinéma ou à la radio. Alan Lee a réalisé une illustration d'Ephel Brandir.